# Vain (Band)
Vain ist eine US-amerikanische Hard-Rock-, Glam-Metal- und Sleaze-Rock-Band um den Sänger und Gitarristen Davy Vain, die 1986 in San Francisco gegründet wurde.

## Geschichte
Davy Vain gründete 1986 die Band in San Francisco in Kalifornien. Er nahm mit Metallicas Kirk Hammett ein Demo auf. Alsbald kamen bis Ende 1986 Jamie Scott und Danny West an der Gitarre, Ashley Mitchell am Bass sowie Schlagzeuger Tom Rickard hinzu. Die Band spielte unter anderem als Vorgruppe von Guns n’ Roses. Davy Vain war zudem als Produzent aktiv, etwa bei The Ultra-Violence und Frolic Through the Park von Death Angel.
1988 unterzeichnete die Gruppe Vain bei Island Records einen Plattenvertrag. 1989 erschien das Debütalbum No Respect, das mit Platz 154 in den Billboard 200 einen Achtungserfolg darstellte. Vain nahmen ein zweites Album auf, wurden aber 1991 von ihrem Label aus dem Vertrag entlassen, wodurch die Platte zunächst unveröffentlicht blieb.
Zwischenzeitlich formierten sich einige Bandmitglieder mit Shawn Rorie und dem vorherigen Guns-’n’-Roses-Schlagzeuger Steven Adler als kurzlebige Gruppe namens Road Crew, die es mit Adler, Slash und Duff McKagan (Guns n’ Roses) bereits 1984 gegeben hatte. Sie nahm ein Album auf, das jedoch ebenfalls nicht veröffentlicht wurde, worauf sich die Formation wieder auflöste.
Im Jahr 1993 gründeten sich Vain erneut, nun zunächst mit Danny Fury am Schlagzeug. Sie brachten alsbald die Alben Move on It (1994) und Fade (1995) heraus. Louie Senor wurde 1994 neuer Schlagzeuger und war es mit einer kurzen Unterbrechung 2009/10 auch in den folgenden Jahren wieder. Die Gitarristen James Scott (heute: Dylana Nova Scott) und Danny West hatten die Gruppe 1994 verlassen, kamen aber 2000 (Scott) und 2005 (West, bis 2015) erneut in die Band.
2000 brachte Davy Vain ein Soloalbum mit dem Titel In From Out of Nowhere heraus. 2005 veröffentlichte dann die Band ihr Debüt erneut sowie mit On the Line ein Comebackalbum. 2009 erschien zudem das 1991 aufgenommene, aber nie veröffentlichte zweite Album All Those Strangers. Zudem wurde Original-Drummer Tom Rickard ins Line-up zurückgeholt. Rickard ist auch auf den folgenden beiden, 2011 und 2017 erschienenen Alben zu hören. 2017 spielte er darüber hinaus mit der Gruppe live beim Festival Bang Your Head (BYH) in Balingen in Deutschland. Allerdings sind auf dem Album Enough Rope von 2011 sowohl Rickard wie Senor, als auch Steven Adler am Schlagzeug zu hören. Außerdem erschien hierauf Material aus der Zeit als Road Crew. Bereits im Juli 2014 war die Band beim BYH in Balingen aufgetreten.
Das jüngste Album Rolling with the Punches, das über Pledgemusic finanziert wurde, erschien 2017.

## Diskografie
Alben
- No Respect (1989)
- Move on It (1994)
- Fade (1995)
- On the Line (2005)
- All Those Strangers (2009, 1991 erstmals aufgenommen)
- Enough Rope (2011)
- Rolling with the Punches (2017)